# 楚辞

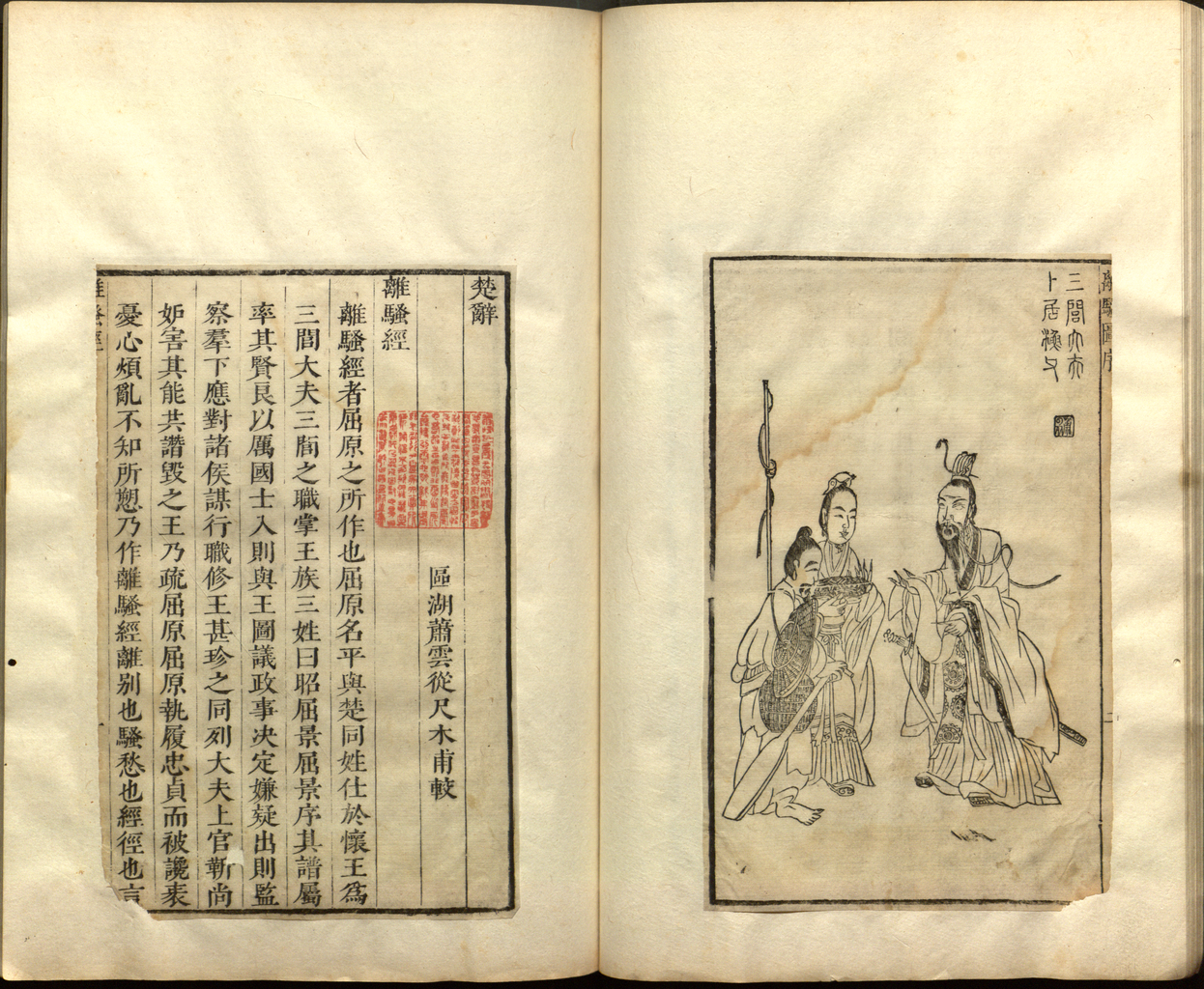
萧云从绘离骚图经

楚辞，有时也被称为骚体、楚辞体，是以屈原为代表的战国楚國诗人所创作的一种文体。西汉时劉向将屈原、宋玉等人的作品編輯成集并命名为《楚辞》，楚辞又成为一部诗歌总集的名称。楚辞还包括这部诗集以外的其他的楚地作品，在西汉初期曾是对有楚地特色的作品的泛称。

## 影響
楚辭為漢賦、駢文之先河、辭賦之祖、南方文學代表，也屬於貴族文學。
楚辞是中国文学的两大源头之一。骚体之“騷”，因屈原的作品《離騷》而得名，故“後人或謂之騷”，與因十五《國風》而稱为“風”的《詩經》相對，分別為中國浪漫主義與現實主義的鼻祖，是南方文學的代表。后人也常以“风骚”代指诗歌，或以“骚人”称呼诗人。

## 作者及篇章
楚辞的代表作家有屈原、宋玉等人，其他如唐勒和景差的作品大多未能流传下来。楚辭的主要作者屈原有《離騷》《九歌》《九章》《天問》等篇章。劉向編成《楚辭》後，王逸增入己作《九思》，成17篇，並為全書作注，成書《楚辭章句》。今存王逸《楚辭章句》中，保存了賈誼、淮南小山（淮南王刘安門客的筆名）、東方朔、莊忌、王褒、劉向等人的作品。
《四庫全書·總目》說：“初，劉向裒集屈原《離騷》《九歌》《天問》《九章》《遠遊》《卜居》《漁父》，宋玉《九辯》《招魂》，景差《大招》，而以賈誼《惜誓》，淮南小山《招隱士》，東方朔《七諫》，嚴忌《哀時命》，王褒《九懷》及劉向所作《九嘆》，共為《楚辭》16卷，是為總集之祖。逸又益以己作《九思》與班固二‘敘’，為17卷，而各為之註。”晉代郭璞有《楚辭注》3卷。在四庫全書之中為集部之首。
在其各篇著作中以屈原和宋玉的作品最受注目。而部分篇章作者未明，如《招魂》在《藝文類聚》卷79載梁沈炯《歸魂賦》認為是“屈原著”，而朱熹在《楚辭集註》中卻同意王逸的説法，歸諸宋玉的作品。

## 形式特點
楚辭篇幅較長，句子長短不一，五、六、七言句較多。和《詩經》比起來，章句較少重複，多直陳。許多楚地的方言：如虛字句首发语词「羌」、「蹇」，句中或句末用语气词「兮」，並常以「亂」（乱辞）來作全文總結、收結。

## 風格
楚辭風格華美浪漫、感情激越奔放，內容多寫神話、個人情志與想像；具有民歌的風格，運用楚國音調，採用楚國方言，描寫楚國的特殊名物。楚地盛行巫覡信仰，楚辭也吸收大量神話故事。
楚辭受南方民族性的影響表達方式熱情而浪漫，內容充滿宗教色彩。藉由對神話和傳說的描寫表達豐富的思想情感，更能呈現精彩細膩的藝術技巧，諸如比喻、象徵、聯想等表達手法，在此得到更大的發展與運用。

## 逸闻
在楚辞的文句中，含有草木之类的名字甚多。与诗经不同的是，楚辞的植物多数不为人所知。此外，诗经中，楚辞则对植物的经济属性并不看重。例如“薇”则指野豌豆，具有浪漫性。此外，在楚辞中出现最多的植物是白芷和泽兰，且受到人们赞颂的《橘颂》中，屈原则着重写其忠臣品行。且千年之后，屈原笔下的三峡橘子为中國海內外所知，名声大噪。